# Světlík
Světlík è un comune della Repubblica Ceca facente parte del distretto di Český Krumlov, in Boemia Meridionale.